# Beautiful (песня Мэрайи Кэри)
«#Beautiful» — песня американских артистов Мэрайи Кэри и Мигеля, выпущенная 6 мая в 2013 году. Композиция написана Мэрайей совместно с Мигелем, Натаном Пересом и Бруком Дэвидом. Информация о песне не подтверждалась до 25 апреля 2013 года, пока Мэрайя не опубликовала название композиции во втором тизере на телешоу American Idol. «#Beautiful» — песня среднего темпа, относящаяся к жанрам поп-музыки, ритм-н-блюза и соула, которая получила положительные отзывы музыкальных критиков, похваливших идею сотрудничества Мэрайи с Мигелем. Премьера официального видеоклипа состоялась 9 мая на American Idol. 24 мая Мэрайя выступит с песней в рамках летних концертов Good Morning America. Песня дебютировала на 44 месте в чарте США Radio Songs после того, как количество радиослушателей достигло отметки 31 миллион человек в течение первых двух дней ротаций.

## Предыстория и выпуск
«#Beautiful» была написана и спродюсирована Мэрайей и американским певцом Мигелем. Слухи о том, что Мэрайя и Мигель вместе работают над песней, начались после того, как они написали друг другу сообщения в твиттере 3 апреля 2013 года, когда Кэри похвалила выступление певца на Saturday Night Live. Она также упомянула о том, что они пересекались в студии звукозаписи. 18 апреля 2013 года певица закончила сведе́ние основного сингла для своего грядущего четырнадцатого студийного альбома. 21 апреля инженер по звукозаписи Флетчер Эллисон написал, что он был на съёмках музыкального видеоклипа с участием Мэрайи и Мигеля, а режиссёром является Джозеф Кан; позже это сообщение было удалено из твиттера. Мигель не подтвердил слухи о сотрудничестве с Мэрайей. Отвечая на вопрос в интервью о том, что он думает о совместной работе с певицей, Мигель ответил: «Я думаю дуэт звучал бы красиво. Мне кажется это было бы идеальным сочетанием». Он также отметил, что начал восхищаться Мэрайей как певицей очень давно, добавив: «Я влюбился в Кэри, когда она вышла из бассейна [в видеоклипе 1997 года на песню 'Honey']. Именно, со времён видео 'Honey'. Я был и до сих пор влюблён в неё. И если мне когда-нибудь предоставится шанс, сами понимаете, при всём уважении к [мужу Мэрайи] Нику [Кэннону], мы все её любим. Мне кажется у меня есть романтическая привязанность к ней как к музыканту, и, я думаю, дуэт был бы действительно хорош».
25 апреля Мэрайя выпустила тизер продолжительностью 25 секунд на телешоу American Idol. На фоне гитарного риффа был показан Мигель, который присутствует в песне «#Beautiful» в качестве приглашённого артиста, в завершении тизера появилось сообщение, которое гласит: «Начинается новая эра». Премьера песни на радио, а также выпуск коммерческого сингла в магазине iTunes состоялись 6 мая. В день премьеры компания Clear Channel Media and Entertainment запустила промоакцию, идея которой заключалась в проигрывании песни на протяжении всего дня на 230 радиостанциях по всей стране, принадлежащих CLEAR CHANNEL. Начиная с 7 утра и до 11 вечера «#Beautiful» звучала в начале каждого часа на радиостанциях формата Top 40, Top 40/Rhythmic, AC, Hot AC и Urban. Композиция была официально добавлена в список американских Mainstream и Rhythmic радиостанций 7 мая 2013 года.

## Обложка
Обложка для сингла «#Beautiful» была продемонстрирована 3 мая 2013 года. На ней Мэрайя закрытыми глазами гладит своё лицо руками, а Мигель смотрит на неё через плечо сквозь очки Авиаторы. Сэм Лански написал для сайта Idolator то, что выпуск обложки подтвердил название песни «#Beautiful» (хештэг beautiful), а не предполагаемое «Beautiful». Он выразил своё разочарование относительно изображения Мэрайи и Мигеля, которое было взято с видео тизера и не было чем-то новым и отличительным. Лански также критически высказался о шрифте, используемом для обложки, написав: «И тот же старый шрифт, который она использовала в течение десятилетия? И изображение бабочки вместо знака амперсенда? Нет. Нет, Мэрайя. Брендинг это одно, но тебе необходимо усовершенствование». Он завершил свой обзор, написав, что фотография более узкая из-за обложки предыдущего сингла «Triumphant (Get 'Em)», которому не удалось достичь успеха, но если «#Beautiful» будет более удачным в этом плане, то он простит ей это.

## Композиция
«#Beautiful» — песня среднего темпа, относящаяся к жанрам поп-музыки, ритм-н-блюза и соула, продолжительностью 3 минуты и 22 секунды.. Согласно отзыву рецензента из The Honesty Hour, вокал Мэрайи в сочетании с «отличительным эклектичным рок-н-ролл звучанием» Мигеля в песне «#Beautiful» выливаются в старомодные флюиды, которые напоминают эру Stax Records/Motown Records. Инструментальная часть композиции начинается с «простого, звенящего гитарного риффа»; Брайан Мэнсфилд из USA Today сравнил вступление песни с тем, что Стиви Кроппер мог бы сочинить для американской певицы Карлы Томас в «былые времена». Согласно обзору Джейсона Липшуца для журнала Billboard, основной особенностью песни является «неординарная, скользящая гитарная партия» с «трещащей» перкуссией и ревущим бассом в стиле Motown. Постановка манеры исполнения и обработка звука минимальны; ни одна из сольных партий певцов не подверглась какой-либо голосовой обработке с целью улучшения качества звука.
Песня начинается с вокала Мигеля, который поёт фразу «Садись на мой мотоцикл, и пусть свежий ветер ласкает твои волосы» (англ. «Hop on the back of my bike, let the cool wind blow through your hair»). Первоначально, кажется что Мэрайи в этой песне нет, так как первые 90 секунд поёт только Мигель. Певец и певица пускаются в круиз на мотоцикле посреди ночи, когда он начинает петь о её красоте в следующей строчке «пусть лунный свет целует твою кожу» (англ. «let the moonlight kiss your skin»). В начале песни, когда Мигель поёт «Садись на мой мотоцикл/ И пусть свежий ветер ласкает твои волосы/ И как всегда твоя улыбка светла/ О, ты нежно убиваешь меня/ Ты же знаешь, так нельзя» (англ. «Hop on the back of my bike/ Let the good wind blow through your hair/ With a a- like that and a smile so bright/ Oh, you’re killing me/ And you know it ain’t fair»), используется лёгкое гитарное сопровождение. После первых 90 секунд Кэри берёт на себя ведущую вокальную партию до конца «#Beautiful». Певица отвечает Мигелю строками «Люблю, когда ты мчишься на красный свет/ Не прекращай пока не почувствуешь мой трепет» (англ. «I like when you run red lights/ Don’t stop till you thrill me»), что по мнению Рэндалла Робертса из Los Angeles Times может вызвать переполох среди сотрудников полиции. После того, как Мэрайя поёт фразу «Отвези меня куда угодно» (англ. «Take me anywhere»), она тихонько хихикает. Песня «#Beautiful» заканчивается гармоничным многоголосием обоих, и Мэрайи, и Мигеля, которое постепенно затихает до самого завершения композиции.

## Реакция общественности

### Отзывы критиков

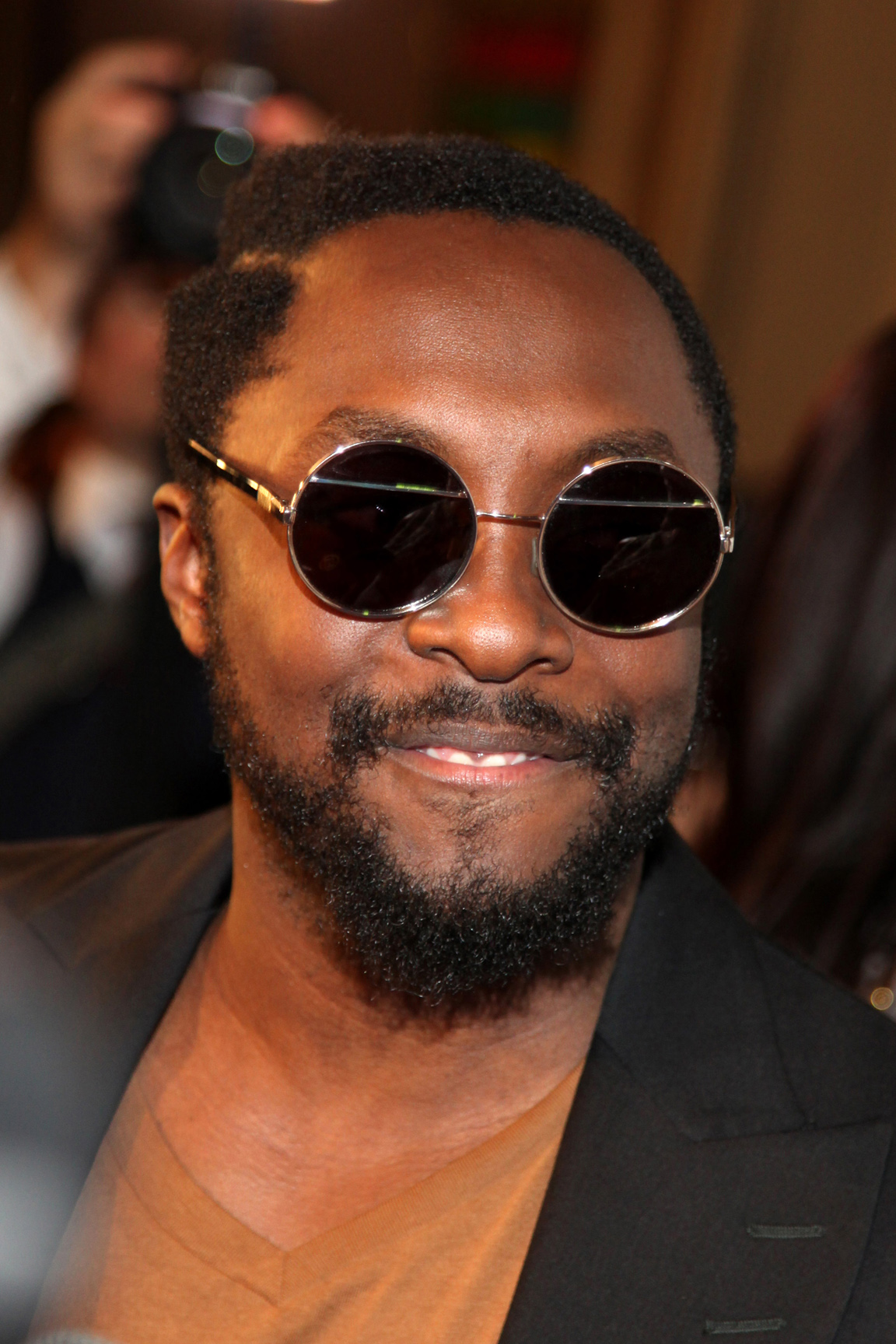
will.i.am один из музыкантов, использовавших хештэг для названия песни, в то время как Мэрайя подверглась за это критике.

Песня «#Beautiful» получила положительные обзоры музыкальных критиков. Рэндалл Робертс из Los Angeles Times написал о том, что в день премьеры он прочёл обзор другого критика Мауры Джонстон, которая назвала «#Beautiful» песней лета 2013 года, он пренебрежительно отнёсся к этому заявлению и не посчитал необходимым тотчас послушать песню. Он почувствовал «скептицизм и страх» при мысли о том, что в названии трека использован хештэг, а сама песня называется «Beautiful», часто применяющимся словом в названии песен; Робертс оклеймил песню «глупой, модной и типичной» до того как послушал её. Кроме того он был обеспокоен тем, будет ли Мэрайя петь слово «хештег» в тексте, но после полного прослушивания песни он провозгласил её «идеальной поп-песней». Он похвалил инструментальную и вокальную части песни и описал их «соблазнительными». Критик из Rap-Up написал, что «#Beautiful» идеальная летняя песня. Билл Лэмб из портала About.com дал песне хороший отзыв, отметив: «Тёплый и интимный трек „#Beautiful“, заставит вас слушать его снова и снова. Это лучшая запись Мэрайи за последние годы, возможно, со времён альбома The Emancipation of Mimi. Посмотрите на уверенный R&B хит, который имеет все шансы стать 19-м синглом первой величины в карьере Мэрайи в чарте Billboard Hot 100. Между прочим, он может укорениться и стать одной из лучших песен года. Эта запись в действительности #Прекрасна».
Дженна Халли Рубенштейн написала для MTV Buzzworthy о том, что песня включает в себя «успокаивающий вокальный R&B стиль Мигеля и воздушный голос Мэрайи времён 1991 года» и похвалила песню своей привлекательностью. Брайан Мэнсфилд из USA Today посчитал, что влияние школ Stax/Motown делает песню «#Beautiful» «явным победителем», так как представляет возвращение Мэрайи к славе совершенно неожиданным образом. Джессика Сагар из PopCrush присудила песне 4 звезды из максимально возможных и высоко оценила «острую» лирику, в отличие от «традиционной» аранжировки, сказав: «„Beautiful“ просто: Прекрасна». Джордан Сарджент из журнала Spin похвалил песню и отметил, что «#Beautiful» сделана для лета. Рецензент из Idolator написал: «Кэри использовала привлекательность твиттера, что отразилось в использовании хештэга в названии песни». Кэрри Баттон из Pitchfork Media критически отнёсся к использованию хештэга в названии, но положительно — к участию Мигеля в песне.

### Коммерческий успех
Благодаря спросу радиослушателей, количество которых составило 29 миллионов после первого дня прослушиваний, журнал Billboard 7 мая предсказал дебют песни «#Beautiful» в первой половине чарта США Radio Songs. Также было отмечено, что в связи с выходом сингла в коммерческую реализацию с 6 мая, в основной чарт Billboard Hot 100 будут засчитаны показатели только от прослушиваний на радиостанциях. Журнал предсказывал более 100 000 цифровых загрузок сингла к 12 мая. На следующий день 8 мая журнал Billboard сообщил о том, что количество радиослушателей увеличилось до 31 миллиона, но этого недостаточно, чтобы «#Beautiful» вошёл в чарт Hot 100; сингл дебютировал на 44 месте в Radio Songs. Вместо основного чарта песня появилась на четвёртом месте в Bubbling Under Hot 100. В Ирландии сингл дебютировал на 86 позиции.

## Музыкальный видеоклип
Режиссёром музыкального видеклипа стал Джозеф Кан. Съёмки продлились с 21 по 22 апреля 2013 года. Премьера клипа должна была состояться 8 мая в телешоу American Idol, однако, дата выпуска была перенесена на следующий день. 9 мая после телевизионного дебюта видеоклип стал доступен на сайтах VEVO и YouTube.

## Концертные выступления
Мэрайя была первой, кто выступил в серии летних концертов Good Morning America, начиная с 24 мая 2013 года, где она спела «#Beautiful».

## Чарты
| Чарт (2013)                                    | Высшее место |
| ---------------------------------------------- | ------------ |
| Бельгия (Фландрия)                             | 89           |
| Бельгия (Валлония)                             | 44           |
| Ирландия (IRMA)                                | 86           |
| Нидерланды (Dutch Singles Chart)               | 68           |
| США Bubbling Under Hot 100 Singles (Billboard) | 4            |
| США Hot R&B/Hip-Hop Songs (Billboard)          | 39           |
| США Radio Songs (Billboard)                    | 44           |
| США R&B Songs (Billboard)                      | 16           |

## Хронология выпуска
| Страна   | Дата        | Формат           | Лейбл          |
| -------- | ----------- | ---------------- | -------------- |
| Весь мир | 6 мая 2013  | Digital download | Island Records |
| США      | 7 мая 2013  | Rhythmic радио   | Island Records |
| США      | 21 мая 2013 | Mainstream радио | Island Records |